# Al-Qadi al-Fàdil
Muhyi-d-Din (o Mujir-ad-Din) Abu-Alí Abd-ar-Rahim ibn Alí ibn Muhàmmad ibn al-Hàssan al-Lakhmí al-Baysaní al-Askalaní (àrab: مخيي (أو مجير) الدين أبو علي عبد الرحيم بن علي بن محمد بن الحسن اللخمي البيساني العسقلاني, Muḥyī (o Mujīr) ad-Dīn Abū ʿAlī ʿAbd al-Raḥīm b. ʿAlī b. Muḥammad b. al-Ḥasan al-Laẖmī al-Baysānī al-ʿAsqalānī), conegut com al-Qadi al-Fàdil (àrab: القاضي الفاضل, al-Qāḍī al-Fāḍil) (Ascaló, 2 d'abril de 1135 - el Caire, 25 o 26 de gener de 1200) fou visir de Saladí, fill d'un jutge de Baysan.

## Carrera
- 1148/1149 entra al servei de palau al Caire
- vers 1152, secretari del cadi d'Alexandria Ibn Hadid.
- 1153-1163 director del diwan del visir Ruzzik ibn Talaï.
- 1163-1169 secretari de Kàmil, fill del nou visir Xàwar.
- 1169 secretari de Xirkuh, successor de Xàwar com a visir.
- 4 de març de 1171 president del diwan al-inxà.
- 1172, conseller de Saladí per afers fiscals.
- 1189-1190 Director general de les finances egípcies i reorganitzador de l'exèrcit i la flota.
- Va acompanyar a Saladí en les seves campanyes a Síria i estava al seu costat quan el sultà va morir el 4 de març de 1193.
- 1193-1194 conseller d'al-Àfdal ibn Salah-ad-Din de Damasc.
- 1194-1195 conseller d'al-Aziz Uthman ibn Salah-ad-Din d'Egipte.
- 1195 mediador entre al-Àfdal i al-Aziz per posa fi a la guerra entre els dos.
- 1195-1200 passa a la vida privada.